# Нове Янашево
Нове Яна́шево (рос. Новое Янашево, чув. Питтĕпел) — присілок у складі Яльчицького району Чувашії, Росія. Входить до складу Янтіковського сільського поселення.
Населення — 156 осіб (2010; 200 у 2002).
Національний склад:
- чуваші — 99 %